# Бауманське (Єгіндикольський район)
Ба́уманське (каз. Бауман) — село у складі Єгіндикольського району Акмолинської області Казахстану. Адміністративний центр та єдиний населений пункт Бауманської сільської адміністрації.
Населення — 529 осіб (2021; 778 у 2009, 858 у 1999, 1142 у 1989).
Національний склад станом на 1989 рік:
- росіяни — 38 %;
- українці — 20 %;
- казахи — 20 %.

Радгосп Бауманський був організований 1954 року в процесі засвоєння цілини. Назву отримав на честь Бауманського району Москви, звідки прибула перша група цілинників.